# Serianthes hooglandii
Serianthes hooglandii är en ärtväxtart som först beskrevs av Francis Raymond Fosberg, och fick sitt nu gällande namn av Kanis. Serianthes hooglandii ingår i släktet Serianthes och familjen ärtväxter. Utöver nominatformen finns också underarten S. h. hooglandii.